# Lilla Måsjön
Lilla Måsjön är en sjö i Askersunds kommun i Närke och ingår i Motala ströms huvudavrinningsområde.